# Rohrbach-Steinberg
Rohrbach-Steinberg era un comune austriaco del distretto di Graz-Umgebung (Stiria); il 1º gennaio 2015 è stato soppresso e le sue frazioni di Rohrbach e Steinberg sono state aggregate al comune di Hitzendorf assieme all'altro comune soppresso di Attendorf.